# Носса-Сеньора-ду-Розариу (Лагоа)
Носса-Сеньора-ду-Розариу (порт. Nossa Senhora do Rosário) — район (фрегезия) в Португалии, входит в округ Азорские острова. Расположен на острове Сан-Мигел. Является составной частью муниципалитета Лагоа. Население составляет 5401 человек на 2001 год. Занимает площадь 6,21 км².
Покровителем района считается Дева Мария (порт. Maria).